# Haiti nos Jogos Olímpicos de Verão de 2004
Haiti competiu nos Jogos Olímpicos de Verão de 2004, em Atenas, na Grécia.